# 芒塞
芒塞（法語：Mancey，法語發音：[mɑ̃sɛ]）是法国索恩-卢瓦尔省的一个市镇，属于索恩河畔沙隆区。

## 地理
芒塞（46°34'28"N, 4°50'43"E）面积10.02 平方千米，位于法国勃艮第-弗朗什-孔泰大區索恩-卢瓦尔省，该省份为法国中部省份，北起顺时针与科多尔省、汝拉省、安省、罗讷省、卢瓦尔省、阿列省和涅夫勒省接壤。
与芒塞接壤的市镇（或旧市镇、城区）包括：楠通、拉沙佩勒苏布朗雄、埃特里尼、奥兹奈、图尔尼、韦尔。

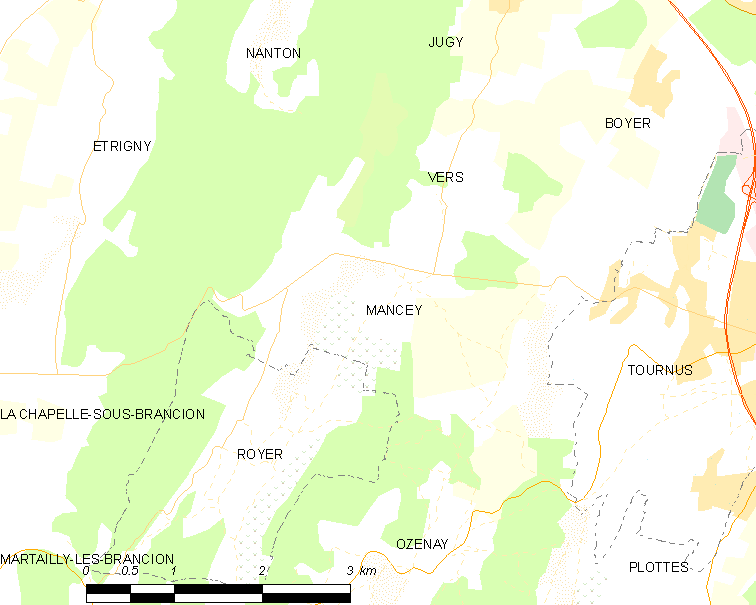
芒塞的OSM定位图

芒塞的时区为UTC+01:00、UTC+02:00（夏令时）。

## 行政
芒塞的邮政编码为71240，INSEE市镇编码为71274。

## 政治
芒塞所属的省级选区为图尔尼县。

## 人口

1962-2008年间芒塞人口变化图示

芒塞于2022年1月1日时的人口数量为390人。